# Svarttjärnen (Stuguns socken, Jämtland)
Svarttjärnen är en sjö i Ragunda kommun i Jämtland och ingår i Indalsälvens huvudavrinningsområde. Sjön har en area på 0,0599 kvadratkilometer och ligger 347 meter över havet. Sjön avvattnas av vattendraget Storåsbäcken.

## Delavrinningsområde
Svarttjärnen ingår i det delavrinningsområde (701406-148096) som SMHI kallar för Utloppet av Stortjärnen. Medelhöjden är 353 meter över havet och ytan är 2,44 kvadratkilometer. Det finns inga avrinningsområden uppströms utan avrinningsområdet är högsta punkten. Storåsbäcken som avvattnar avrinningsområdet har biflödesordning 2, vilket innebär att vattnet flödar genom totalt 2 vattendrag innan det når havet efter 166 kilometer. Avrinningsområdet består mestadels av skog (76 procent) och sankmarker (14 procent). Avrinningsområdet har 0,26 kvadratkilometer vattenytor vilket ger det en sjöprocent på 10,6 procent.